# Nacional Deva Boys
Nacional Deva Boys is een Surinaamse voetbalclub. De club is ontstaan uit de fusie van FCS Nacional en SV Deva Boys op 22 december 2013. 
De club speelt de thuiswedstrijden in het Nacionello Stadion in Houttuin, Wanica.
De club won in 2003 de titel in de Hoofdklasse en in 2005 zowel de Surinaamse voetbalbeker als de Suriname President's Cup.